# Simultanitätsprinzip
Das Simultanitätsprinzip (auch: Koinzidenzprinzip) ist im Sinne von § 16 i. V. m. § 8 StGB das grundlegende Gerüst der deutschen Strafbarkeit, was insbesondere für die Vorsatzdelikte gilt. Es wird normativ aus dem Bestimmtheitsgebot des Art. 103 Abs. 2 GG hergeleitet und besagt, dass der Tatbildvorsatz bei der Tathandlung vorliegen muss.
Gleichzeitig muss der Tatbestand objektiv verwirklicht werden, es muss Vorsatz vorliegen, die Rechtswidrigkeit der Tat und die Schuld müssen gegeben sein.

## Probleme
Grundsätzlich durchläuft eine (vorsätzliche) Straftat einem bestimmten Kausalverlauf. Zunächst bildet sich beim Täter der Tatentschluss, das ist der Vorsatz, eine Tat zu begehen. Sodann trifft der Täter Vorbereitungen für die Tat und tritt mit dem unmittelbaren Ansetzen zur Tat (Tathandlung) in den Versuch der Straftat ein. Mit der Verwirklichung aller objektiven Tatbestandsmerkmale kommt es dann zur Vollendung der Tat. Bestimmte Delikte (wie z. B. Raub, Diebstahl) sehen als zusätzlichen Punkt noch die Beendigung der Straftat durch Sicherung des Tatgewinns vor.

### Vorsatz
Zur Strafbarkeit muss der Vorsatz bezüglich der Tatbestandsverwirklichung jedenfalls dann vorliegen, wenn die Tat – wenn auch nur versuchsweise – begonnen ist, der Täter also unmittelbar zur Tat angesetzt hat. Er muss sich auf den Erfolg und die übrigen Tatbestandsmerkmale erstrecken, was argumentativ aus § 16 Abs. 1 StGB herzuleiten ist. Der Vorsatz vor dem Beginn der Tat (Vorbereitungsstadium oder früher) wird dolus antecedens genannt, sein Pendant nach Vollendung der Tat dolus subsequens. Beide Vorsätze erstrecken sich jedoch nicht in den Zeitraum der Straftat hinein und sind auch nach Auffassung des Bundesgerichtshofes unbeachtlich. Die Tat kann daher ohne Vorsatz ausgeführt werden, insofern kommt nur eine Bestrafung, falls vorgesehen, für fahrlässiges Handeln in Betracht.
Weiterhin problematisch sind Abweichungen vom Kausalverlauf. Hier könnte argumentiert werden, dass in der Vorstellung des Täters (und damit ausschließlich vom Vorsatz erfasst) nur eine bestimmte Ursachenkette in Gang gesetzt wird, deren Abweichen von der Vorstellung zu einem Aufheben des Vorsatzes kommen würde. Hier ist zu unterscheiden: Sind die Abweichungen unwesentlich, so wird weiterhin unwiderlegbar von Vorsatz ausgegangen. Andernfalls bestünden erhebliche Beweisnöte. Wesentliche Abweichungen vom Kausalverlauf schließen dagegen den Vorsatz aus. Diese Problematik ist abzugrenzen von den atypischen Kausalverläufen, bei denen bereits die objektive Zurechnung nicht vorliegt.

### Rechtswidrigkeit
Die Rechtswidrigkeit muss mit dem Tatgeschehen zeitlich, also simultan verknüpft sein, um den Vorwurf des Unrechtsgehaltes der Tat zu begründen. Daher können Rechtfertigungsgründe auch nur dann vorliegen, wenn eine Notwehr, rechtfertigender Notstand oder eine notstandsähnliche Lage gleichzeitig vorliegt. Eine verspätete Notwehr leidet zugleich an der Ungeeignetheit des Mittels.

### Schuld
Die Tat muss schuldhaft herbeigeführt worden sein. Daher gilt wie für den Vorsatz und der Rechtswidrigkeit auch für die Schuld, dass sie simultan zur Tat vorliegen muss. Es muss somit im Zeitpunkt der Tatbegehung die Schuldfähigkeit nach § 20 StGB vorliegen, die durch berauschende Mittel (Drogen, insbesondere Alkohol) oder durch Geisteskrankheit vorübergehender Natur oder durch mangelndes Bewusstsein (dann in der Regel schon keine zurechenbare Handlung) ausgeschlossen ist. Ab Blutalkoholkonzentrationen von 3,0 ‰ beginnt der Zustand der völligen Schuldunfähigkeit, bei Konzentrationen ab 2,0 ‰ und höher kann der Straftatbestand des Vollrausches erfüllt sein. Da die Strafdrohung des Vollrausches hinter denen schwerer Verbrechen zurückbleibt, hatte der Bundesgerichtshof in Anlehnung an die frühere Rechtsprechung des Reichsgerichtes über das Institut der actio libera in causa eine vorverlagerte Schuld konstruiert. Eine Verwendung dieses Rechtsinstituts ist in den letzten Jahren häufiger abgelehnt worden, weil es sich nicht mit dem Simultanitätsprinzip (aufgrund des Bestimmtheitsgebots) vereinbaren lässt. Eine obergerichtliche Entscheidung zu diesem Rechtsinstitut ist in den letzten Jahren nicht mehr getroffen worden.